# Imre
Az Imre férfinév eredete és jelentése tisztázatlan. Egyes vélemények szerint a gót Amalrich, Emmerich névből származik, aminek a latinosított változata az Emericus. A név első eleme az Amal gót királyi család nevéből való, a szorgalmas, munkás jelentéshez áll közel. A második elem jelentése: hatalmas, uralkodó. A név korábbi alakváltozatai: Emrik, Emrih, Imreh  Megint más verzió szerint I. István Henrik fiának neve alakult át Heinrichus → Henricus → Emericus formában. (Ezt a Henriket azóta is Szent Imre hercegként ismerjük.) Más elképzelések szerint viszont az arab eredetű emir (arab أَمِير ʾamīr, „vezér, herceg”, lásd: Arab Emírségek) szóból származik és annak adoptált török Emre változatán keresztül honosodott meg Imre formában hazánkban.[forrás?] Az észteknél is használatos utónév, ahol a névnap április 10-e.

## Gyakorisága
Az 1990-es években gyakori név, a 2000-es években az 56-70. leggyakoribb férfinév.

## Névnapok
- november 5.[2]

## Idegen nyelvű alakváltozatai
- angol: Emerick (vezetéknév)
- eszperantó: Emeriko
- francia: Aimeric
- román: Emeric
- holland: Emmerik
- latinosított formája: Emericus
- lengyel: Emeryk
- német: Emmerich
- olasz: Amerigo, Emerico
- spanyol: Américo, Emerico
- szlovák: Imrich
- török: Emre

## Híres Imrék
| - Alker Imre birkózó - Antal Imre színész - Ámos Imre festőművész - Bajor Imre színész - Barra Imre orvos - Bebek Imre vránai perjel - Békessy Imre újságíró - Bogdanich Imre Dániel első segéd a budai csillagvizsgálónál és akadémiai tanár - Bródy Imre fizikus, kémikus, feltaláló - Csáky Imre bíboros - Cserépfalvi Imre könyvkiadó - Dr. Csernus Imre pszichiáter - Csikász Imre szobrászművész - Csiszár Imre matematikus - Csiszár Imre színházi rendező - Csősz Imre cselgáncsozó - Csuja Imre színész - Dunai Imre közgazdász, miniszter - Eck Imre Kossuth-díjas és Liszt Ferenc-díjas táncos, koreográfus - Erdősi Imre piarista szerzetes, pedagógus, az 1848–49-es szabadságharcban tábori lelkész - Fehér Imre filmrendező - Földi Imre olimpiai bajnok súlyemelő - Frivaldszky Imre botanikus - Füvessy Imre rendőrtiszt, tisztviselő - Gedővári Imre olimpiai bajnok vívó - Gyöngyössy Imre Balázs Béla-díjas filmrendező - Harangi Imre olimpiai bajnok ökölvívó - Harmath Imre színész - Henszlmann Imre régész - Hollai Imre diplomata - Hódos Imre olimpiai bajnok birkózó - Izsák Imre magyar matematikus, fizikus, csillagász - Kálmán Imre operettszerző - Kerényi Imre rendező - Kertész Imre Nobel-díjas író - Kónya Imre politikus, belügyminiszter - Kovács Imre politikus, író, a Nemzeti Parasztpárt vezetője - König Imre sakkozó - Kőszegi Imre ifjúsági író - Kőszegi Imre Liszt Ferenc-díjas zenész, zenetanár - Lakatos Imre matematikus, fizikus, filozófus | - Lichtenfeld Imre, az izraeli krav maga küzdősport alapítója - Lutter Imre előadóművész, irodalomszervező, a Magyar Versmondók Egyesületének elnöke - Leader Imre brit matematikus - Madách Imre író, az MTA tagja - Makovecz Imre építész - Markója Imre jogász, igazságügy-miniszter - Mathesz Imre labdarúgó - Mécs Imre 1956-os elítélt, politikus - Mikó Imre gróf, erdélyi magyar politikus - Montágh Imre gyógypedagógus, logopédus - Nagy Imre politikus, miniszterelnök, az MTA tagja - Németh Imre olimpiai bajnok atléta - Németh Imre politikus, miniszter - Oravecz Imre Kossuth-díjas költő, műfordító - Palló Imre operaénekes - Polyák Imre olimpiai bajnok birkózó - Pozsgay Imre politikus - Pulai Imre olimpiai bajnok kenus - Ráday Imre színész, kiváló művész - Rajczy Imre vívó - Reiner Imre festő, grafikus - Réves Imre magyar származású amerikai újságíró - Ruzsa Imre magyar filozófus - Sarkadi Imre Kossuth-díjas író - Schlosser Imre magyar labdarúgó - Sinkovits Imre, A Nemzet Színésze - Salma Imre, levegőkémikus, kutató - Soós Imre színész - Steindl Imre építész - Szabics Imre labdarúgó - Szabó Imre honvédtiszt, hadügyi államtitkár - Szacsvay Imre ügyvéd, politikus, az 1848–49-es szabadságharc vértanúja - Szekeres Imre politikus - Thököly Imre erdélyi fejedelem - Amerigo Tot (eredetileg Tóth Imre) szobrászművész - Trencsényi-Waldapfel Imre klasszika-filológus, műfordító - Vadkerti Imre énekes, színész - Vitális Imre az utolsó bihari betyár - Zachár Imre olimpiai ezüstérmes úszó, vízilabdázó - Zámbó Imre, ismertebb nevén Zámbó Jimmy, énekes - Zsögödi Nagy Imre festőművész |

### Uralkodók
- Szent Imre herceg, I. István király fia, a fiatalok védőszentje (a korabeli latin forrásokban Henricus)
- Imre magyar király (a korabeli latin forrásokban Hemericus)